# Typhonodorum lindleyanum
Typhonodorum lindleyanum är en kallaväxtart som beskrevs av Heinrich Wilhelm Schott. Typhonodorum lindleyanum ingår i släktet Typhonodorum och familjen kallaväxter. Inga underarter finns listade.

## Bildgalleri

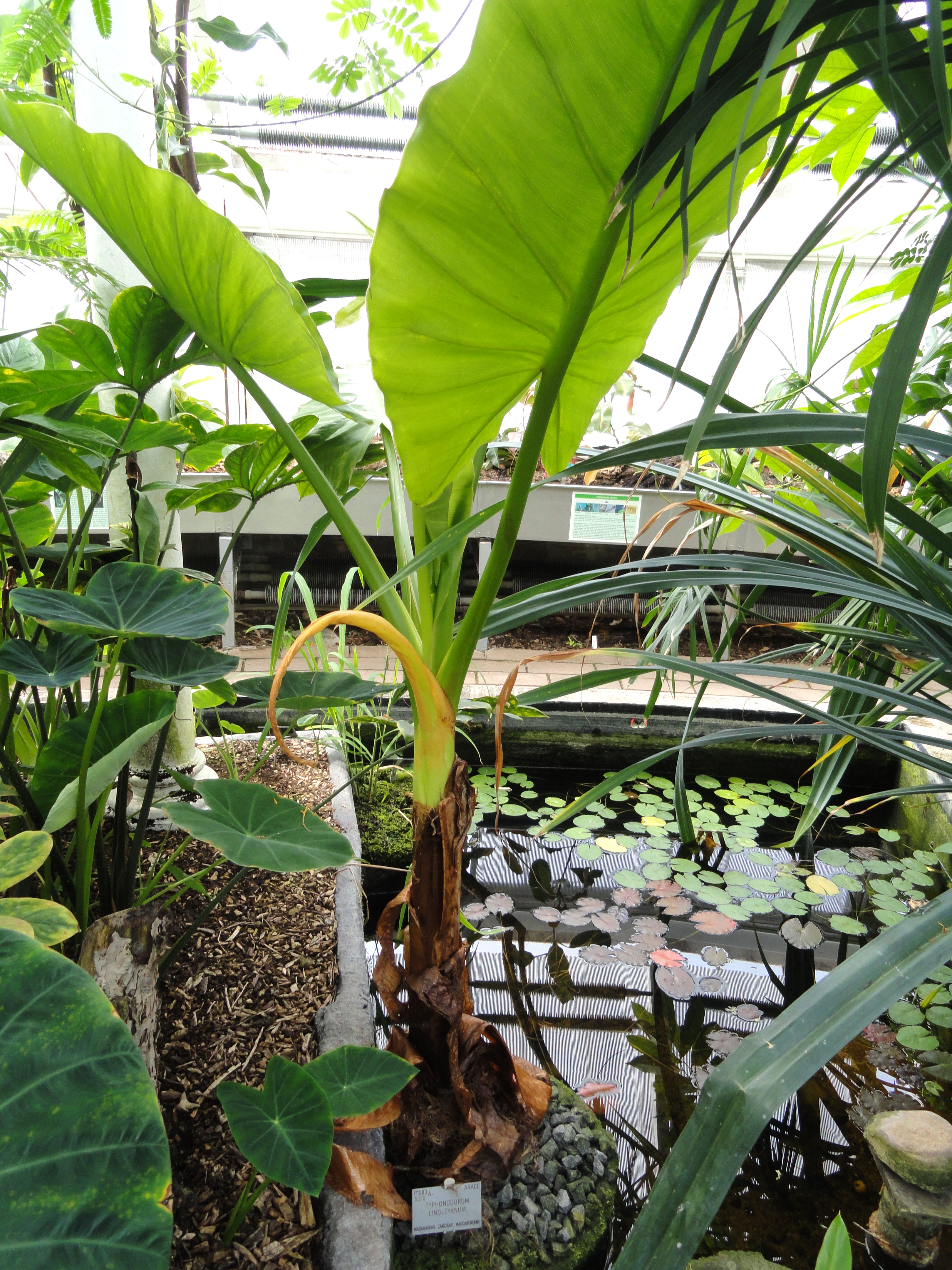
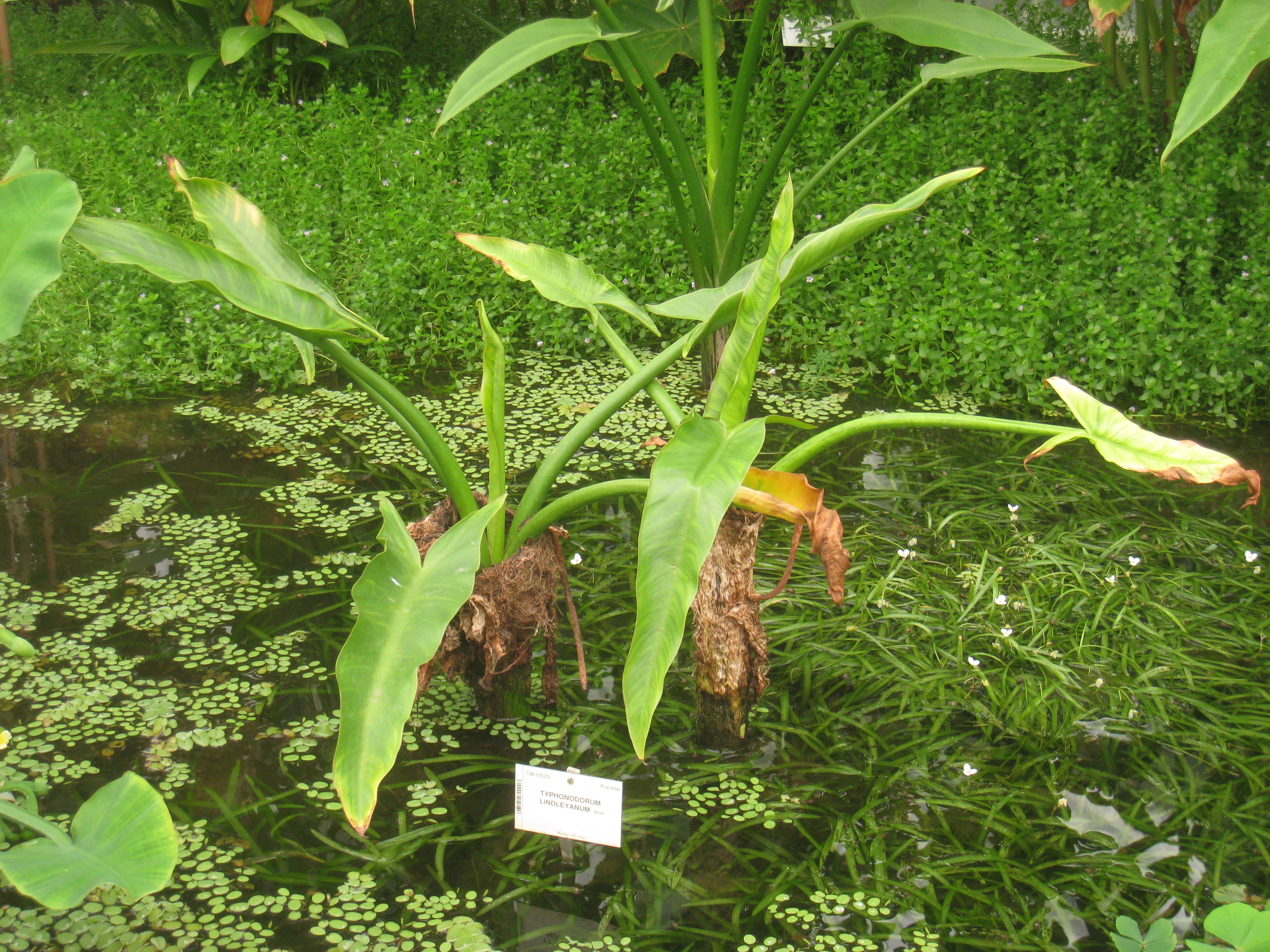
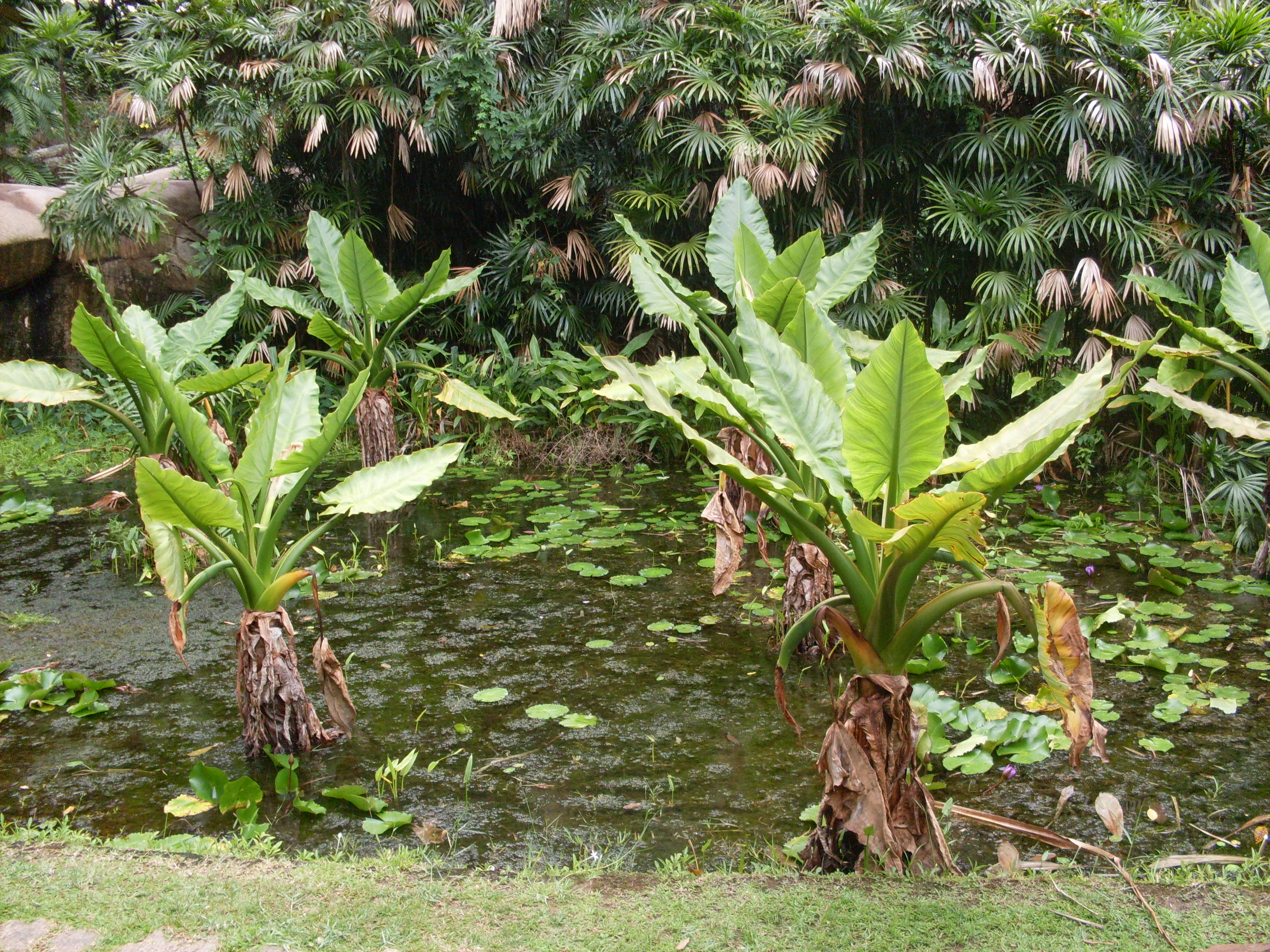